# Mohammad Dalirijan
Mohammad Dalirijan (pers. محمد دلیریان; ur. 2 czerwca 1952) – irański zapaśnik walczący w stylu klasycznym. Olimpijczyk z Monachium 1972, gdzie zajął czternaste miejsce w kategorii 68 kg.
Triumfator igrzysk azjatyckich w 1974 roku.